# Nicktoons (canal de televisão)
Nicktoons é um canal de TV por assinatura infantil disponível em satélite e cabo, pertencente a Paramount Global É um canal irmão da Nickelodeon. As transmissões se baseam em desenhos da Nickelodeon, os chamados Nicktoons, junto com outras séries originais animadas estrangeiras da Nickelodeon.

## História

### Como Nicktoons TV (2002-2003)
Nicktoons foi lançado em 1 de maio de 2002 como Nicktoons TV, como parte do canal a cabo digital da MTV Digital Suite, a fim de motivar as operadoras de TV a cabo a pegarem a rede, e oferecer uma vantagem sobre o marketing nos serviços de satélite. No entanto, em 2004, a gestão da Nickelodeon mudou de rumo e ofereceu o canal digital também para as operadoras via satélite, como DirecTV e Dish Network, também em base na demanda do consumidor. No primeiro ano do canal, apenas exibia-se arquivos de desenhos da Nickelodeon, com comerciais envolvendo a Nickelodeon Animation Studios e curtas de animação envolvendo os minutos dos comerciais, além de promoções do canal, que a Nickelodeon não utilizara, devido ao tempo dos comerciais.

### Primeira Era Nicktoons (2003-2005)
O canal foi renomeado para Nicktoons em 2003, apresentando uma versão CGI prata do logotipo da Nickelodeon (uma versão parecida), com um "splat" azul (7 de abril de 2003-23 de setembro de 2005), que substituiu um logo rotativo que apresentava várias silhuetas dos personagens dos Nicktoons, em laranja com o logotipo NICK acima do texto "Toons TV".

### Como Nicktoons Network (2005-2009)
Como parte do lançamento dos serviços via satélite, o canal mais uma vez rebrandou como Nicktoons Network em 23 de setembro de 2005. Um novo logo com a "família Nickelodeon", sendo "esmagados" formando um globo, que foi utilizado junto com a expressão, "A Capital da Animação do Mundo" e um tema composto de personagens colocados como "celebridades".

Logo atual do canal.

### Segunda Era Nicktoons (2009-presente)
Em 28 de setembro de 2009, o logotipo do canal Nicktoons foi alterado como parte de um esforço mundial do rebrande da Nickelodeon para com os Nicktoons (somente os países que possuíam o canal), assim também mudou o nome e logotipo do canal The N para TeenNick e Noggin para Nick Jr.. Em conjunto, com a troca de nome para não dizer que o canal estava abandonado, deixando ser rebatizado de Nicktoons pela segunda vez na sua história. Atualmente esta trazendo vários Nicktoons antigos para a sua exibição.

## Disponibilidade na América Latina
No dia 18 de janeiro de 2013 o canal entrou no satélite Intelsat 21 com o sinal em português e espanhol. No entanto está confirmado para estrear apenas no México. No resto da América Latina o canal foi lançado em 2014. A Viacom ainda não negociou com nenhuma das operadoras de TV por assinatura a entrada do canal. O canal estreou primeiro no México em 4 de fevereiro de 2013, porém, foi extinto á finais de 2020 sendo reemplaçado pelo canal NickMusic dos Estados Unidos.